# Lijst van bergtoppen in de Karakoram
Dit is een lijst van de hoogste bergtoppen in de Karakoram.
- K2 (Chogori / Mount Godwin Austen) – (8.611 m)
- Gasherbrum I (Hidden Peak) – (8.080 m)
- Broad Peak (Falchen Kangri) – (8.051 m)
- Gasherbrum II – (8.034 m)
- Gasherbrum III – (7.952 m)
- Gasherbrum IV – (7.925 m)
- Distaghil Sar – (7.885 m)
- Khunyang Chhish – (7.852 m)
- Masherbrum – (7.821 m)
- Batura I – (7.794 m)
- Rakaposhi – (7.788 m)
- Batura II – (7.762 m)
- Kanjut Sar – (7.760 m)
- Saltoro Kangri – (7.742 m)
- Batura III – (7.729 m)
- Saser Kangri I – (7.672 m)
- Chogolisa – (7.665 m)
- Trivor (ook Minapin) - (7.577 m)
- Skyang Kangri (7.545 m)
- Yukshin Gardan Sar (7.530 m)
- Mamostong Kangri I – (7.516 m)
- Passu Sar - (7.478 m)
- Teram Kangri I – (7.464 m)
- Malubiting - (7.458 m)
- Sia Kangri - (7.442 m)
- Skil Brum - (7.410 m)
- Ghent Kangri - (7.401 m)
- Haramosh Peak – (7.397 m)
- Rimo I - (7.385 m)
- Sherpi Kangri - (7.380 m)
- Momhil Sar - (7.343 m)
- K12 - (7.328 m)
- Gasherbrum V – (7.321 m)
- Baltoro Kangri (Golden Throne) - (7.312 m)
- Chongtar Kangri - (7.302 m)
- Ogre (alias Baintha Brakk) – (7.285 m)
- Muztagh Tower – (7.273 m)
- Diran - (7.266 m)
- Lupghar Sar - (7.201 m)
- Snow Dome - (7.160 m)
- Latok - (7.145 m)
- Spantik (Golden Peak) - (7.027 m)
- Miar Peak - (6.824 m)
- Biarchedi - (6.781 m)
- Trango Towers - (6.287 m)
- Laila Peak - (6.069 m)
- Mitre Peak - (6.010 m)